# For a Baby's Sake
For a Baby's Sake è un cortometraggio muto del 1912 diretto da Lewin Fitzhamon.
Si conoscono pochi dati del film che, prodotto dalla Hepworth, fu distrutto nel 1924 dallo stesso produttore, Cecil M. Hepworth. Fallito, in gravissime difficoltà finanziarie, il produttore pensò in questo modo di per poter almeno recuperare il nitrato d'argento della pellicola.

## Trama
Per salvare un bambino, una ragazza isolana va a nuoto a chiamare il dottore.

## Produzione
Il film fu prodotto dalla Hepworth.

## Distribuzione
Distribuito dalla Hepworth, il film - un cortometraggio di 206 metri - uscì nelle sale cinematografiche britanniche nel dicembre 1911.